# Jardins de Murillo et promenade de Catalina de Ribera
Les jardins de Murillo et la promenade de Catalina de Ribera (en espagnol Jardines de Murillo y Paseo de Catalina de Ribera) forment, ensemble, un parc se trouvant à Séville, en Andalousie (Espagne).
Le parc se situe à l'est du quartier de Santa Cruz, entre l'avenue Menéndez Pelayo et les murailles des jardins de l'Alcazar.

## La promenade de Catalina de Ribera
La promenade de Catalina de Ribera est créée en 1898 sur le terrain provenant de la cession par le Patrimoine Royal (Patrimonio Real) d'une partie du « Verger de la Retraite de l'Alcazar » (Huerta del Retiro del Alcázar) en 1862,. Ce nouvel espace public doit permettre d'aérer et d'embellir le boulevard périphérique (qui s'appelle, sur ce tronçon, avenue Menéndez Pelayo au XXIe siècle) entre les portes de la Viande et de San Fernando, secteur qui connaît à cette époque une importante activité depuis l'établissement au Prado de San Sebastián en 1847 de la Feria de Abril et la construction en 1859 de la gare de San Bernardo (canalisant le trafic ferroviaire venant de Cadix). Les jardins de l'Alcazar étant séparé de la ville par une muraille, cette dernière doit être détruite. C'est l'architecte municipal Manuel Galiano qui est chargé de déplacer la muraille afin de libérer le terrain offert à la ville. Il présente son projet en 1863. Le nouveau jardin prend originellement, selon le plan dessiné par Padura en 1891, le nom de promenade du Pin (paseo del Pino), avant d'être renommé promenade de Catalina de Ribera.
En 1920, dans le cadre des transformations effectuées à Séville pour l'Exposition ibéro-américaine de 1929, l'architecte Juan Talavera y Heredia, représentant notoire de l’architecture régionaliste, donne à la promenade son aspect actuel.
Le tracé de la promenade est longitudinal, conçu pour le transit, alors que les jardins de Murillo présentent une architecture beaucoup plus sinueuse, faite pour la flânerie. La promenade comporte trois allées parallèles (l'allée centrale étant plus large) séparées par des plates-bandes décorées d'azulejos. L'allée centrale est interrompue au milieu de sa longueur par un espace circulaire occupé par une fontaine, circulaire également. Le monument, dédié à Christophe Colomb et créé en 1921 pour l'Exposition ibéro-américaine de 1929, fut conçu par l'architecte Juan Talavera y Heredia et exécuté par le sculpteur Lorenzo Coullaut-Varela. La fontaine est formée d'un piédestal décoré des bustes de Christophe Colomb et des Rois catholiques. Sur cette base sont posées deux colonnes supportant un entablement surmonté d'un lion. À mi-hauteur des colonnes se trouvent les proues de deux caravelles.
À proximité de ce monument se trouve, adossée aux murailles de l'Alcazar, une fontaine de style néo-maniériste de Juan Talavera y Heredia, décorée de peintures de Juan Miguel Sanchez, dédiée à Catalina de Ribera, bienfaitrice de la ville, à qui on doit la fondation de l'Hôpital de las Cinco Llagas.

## Les jardins de Murillo
Les jardins de Murillo, situés au nord-est de la promenade de Catalina de Ribera, sont eux aussi issus d'une parcelle du Jardin de la Retraite de l'Alcazar, cédée en 1911 par le roi Alphonse XIII,. D'une surface de 8 500 m2, ils sont redessinés par Francisco Doblado qui conçoit des parterres à la végétation fournie, séparés par des chemins dont les croisements sont agrémentés de monuments et de mémoriaux. Cette disposition n'a que peu changé depuis. Malgré tout, l'intervention dès 1915 de Juan Talavera y Heredia leur donne un aspect plus régionaliste : il incorpore aux jardins des décorations en céramique, des vestiges archéologiques et les pergolas qui se trouvent dans la partie la plus élevée du parc. Sur la proposition du conseiller municipal sévillan José Laguillo Bonilla, le nom du peintre Bartolomé Esteban Murillo, né dans une maison à proximité, est donné aux jardins en 1917.
On trouve dans les jardins un monument dédié au peintre José García Ramos, édifié entre 1917 et 1923, délimité par une arche d'entrée et par des murets dont les pans sont recouverts d'azulejos décorés, recréant des œuvres de l'artiste, exécutés par d'autres peintres de son entourage comme Miguel Ángel del Pino, Santiago Martínez, Alfonso Grosso, Manuel Vigil ou Diego López,. Les jardins se terminent à la plaza de Refinadores, où trône une statue de Don Juan Tenorio.

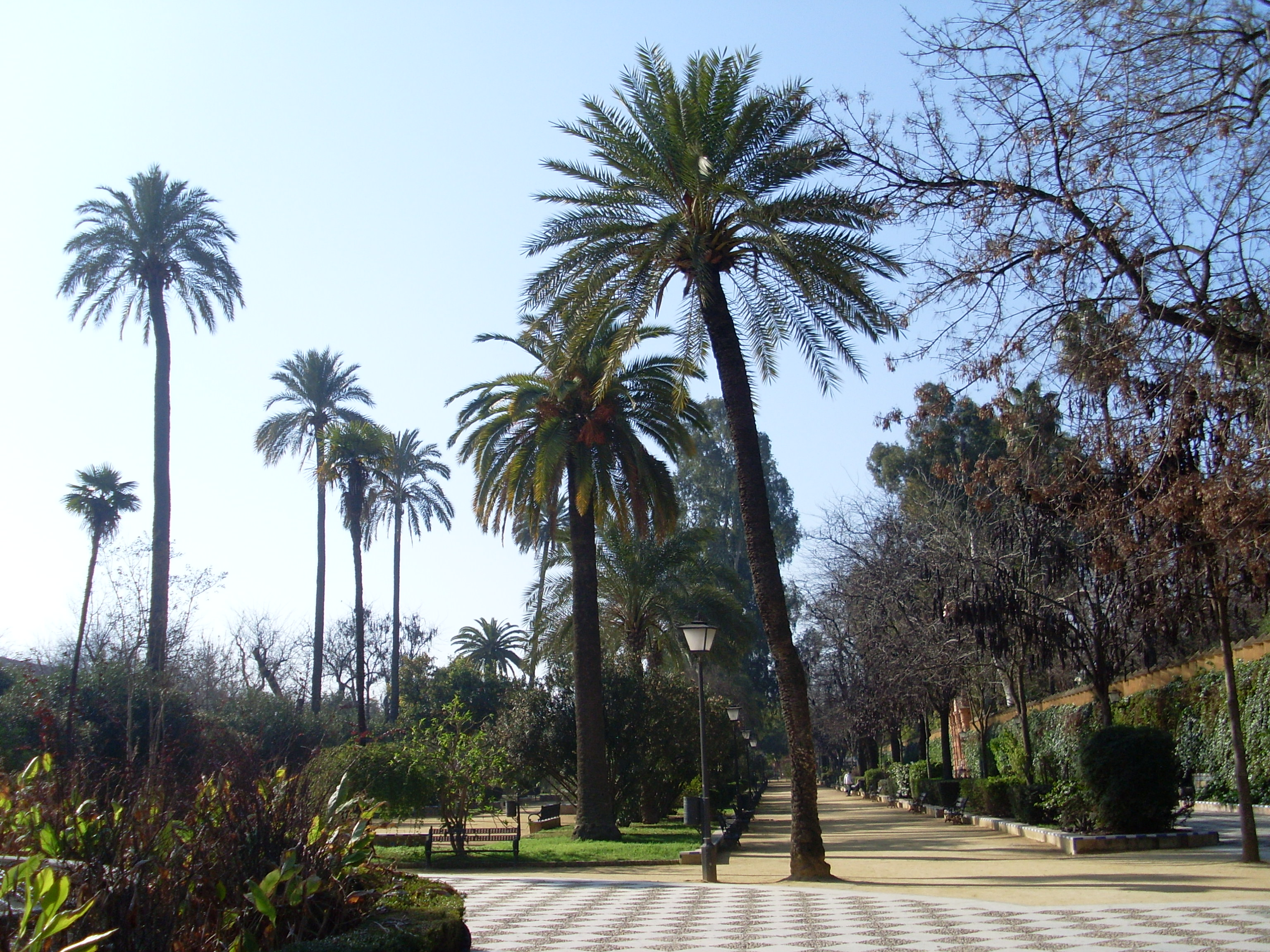
La promenade de Catalina de Ribera
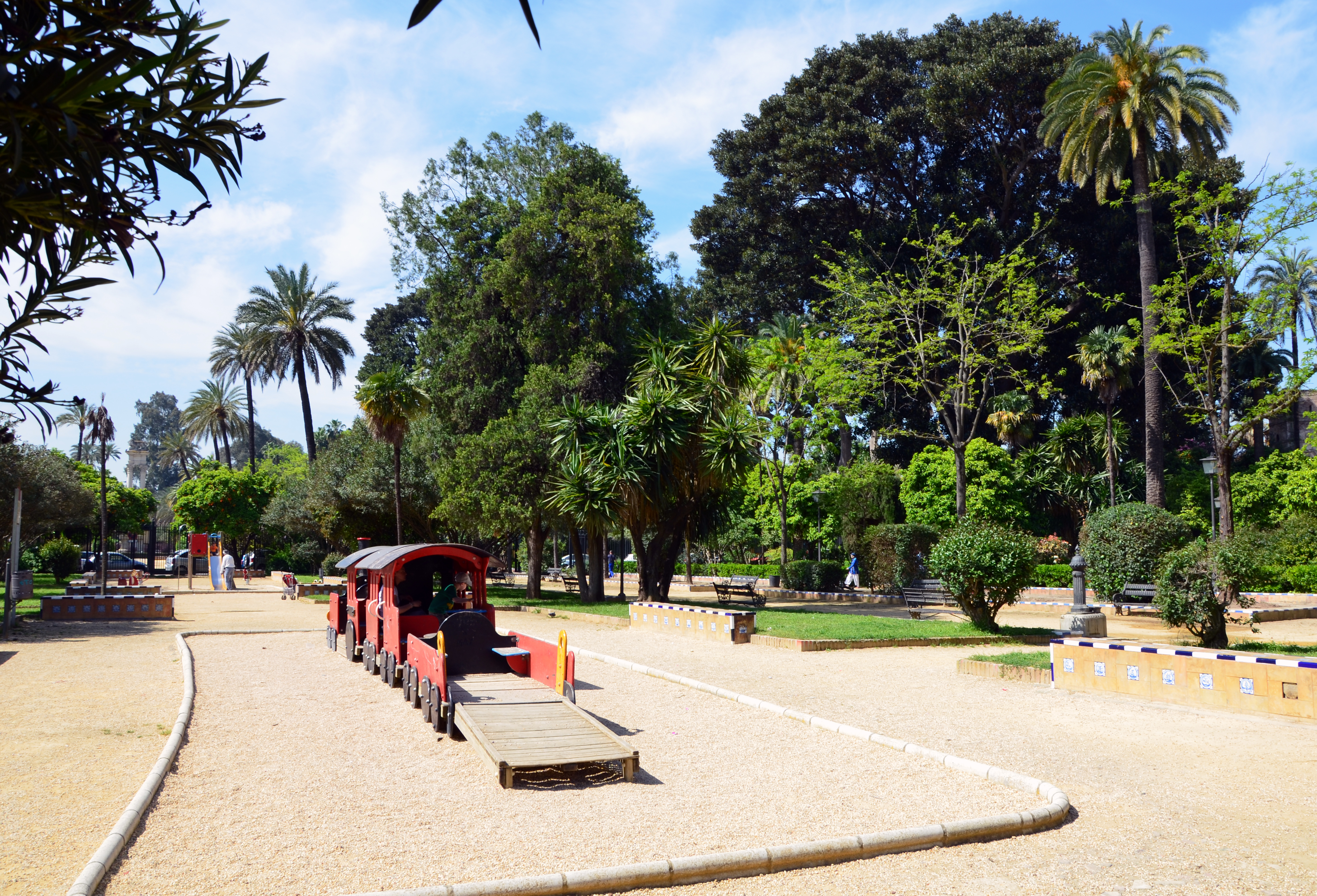
Place de jeux dans la promenade
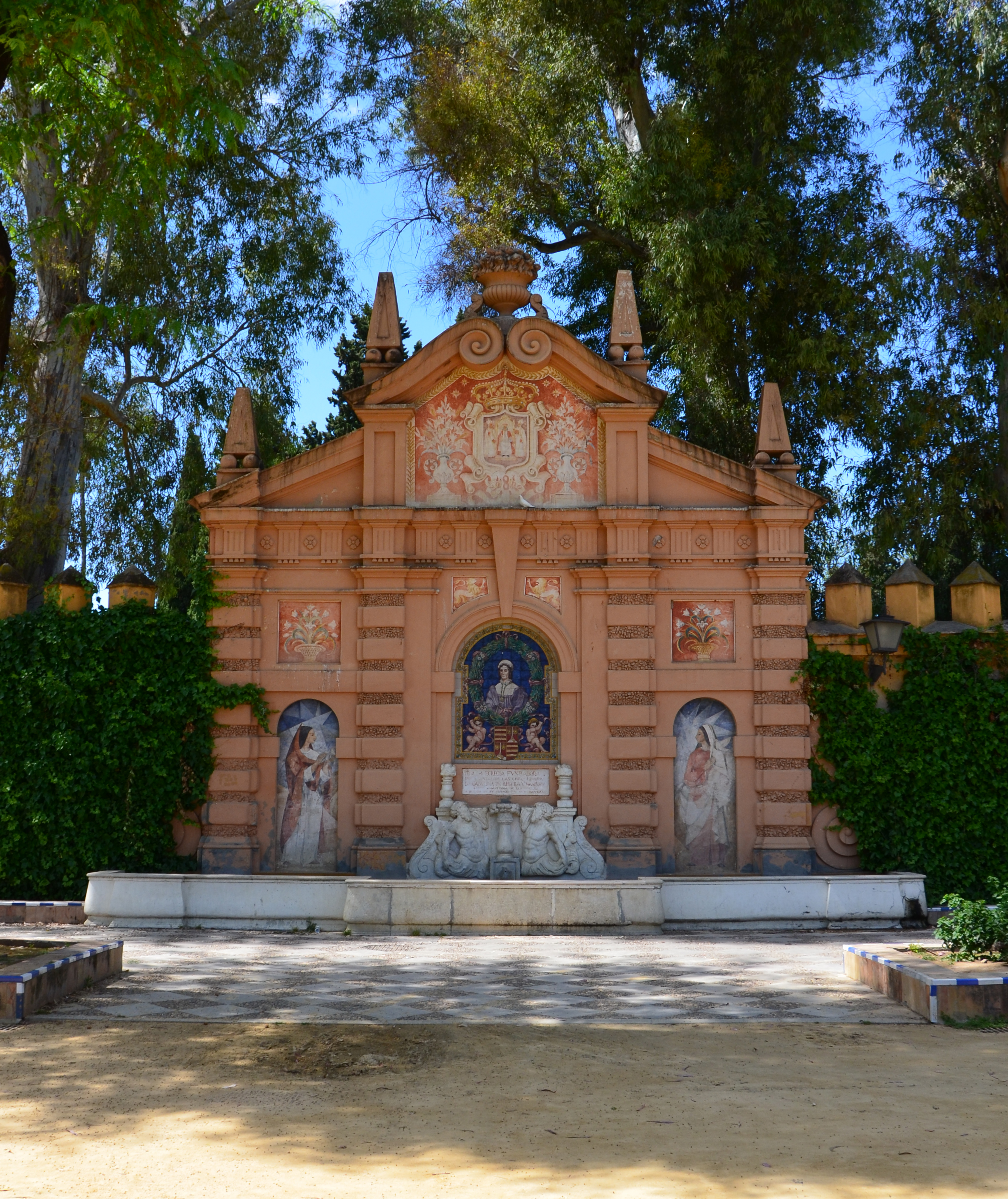
Le monument à Catalina de Ribera
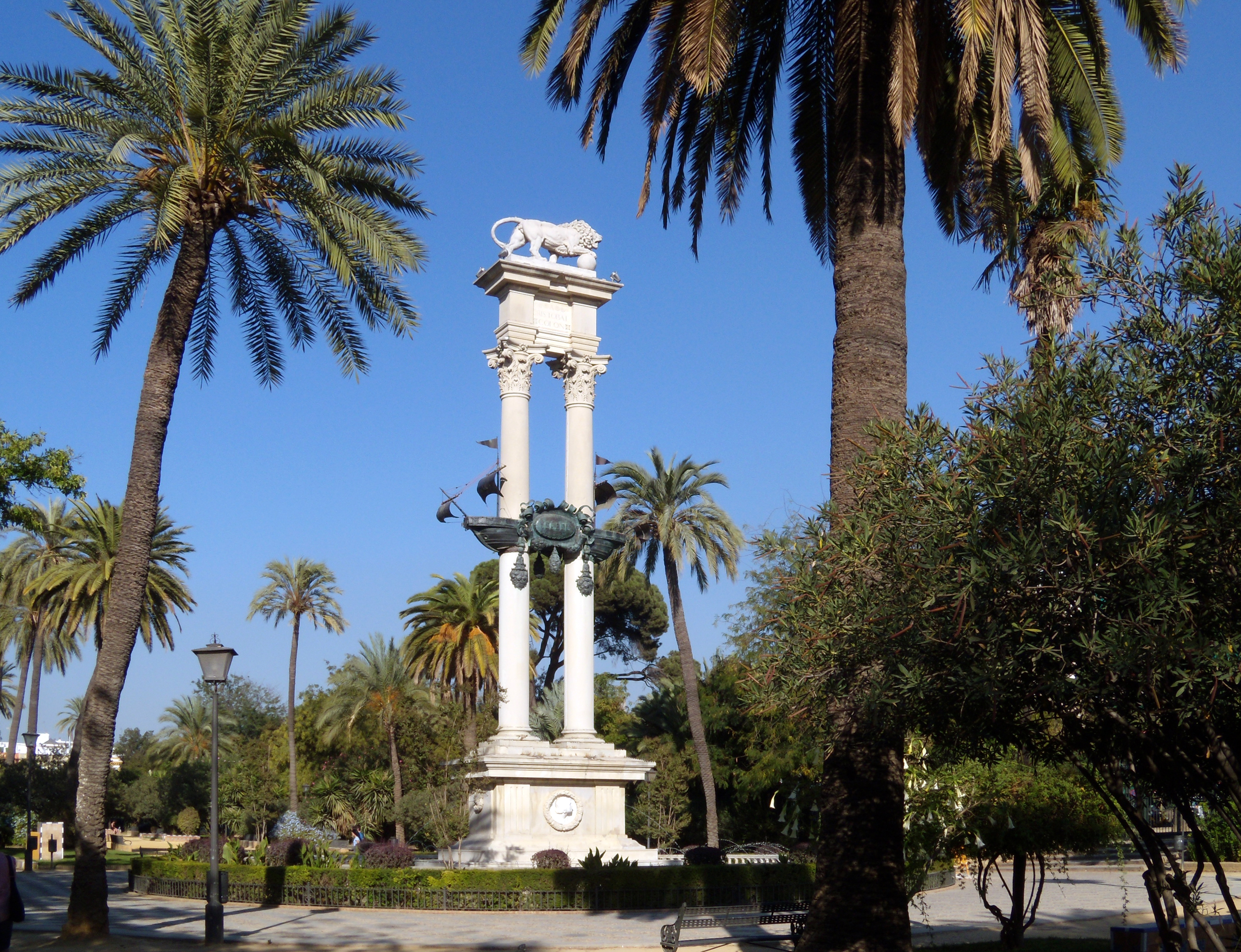
Le monument à Christophe Colomb dans la promenade
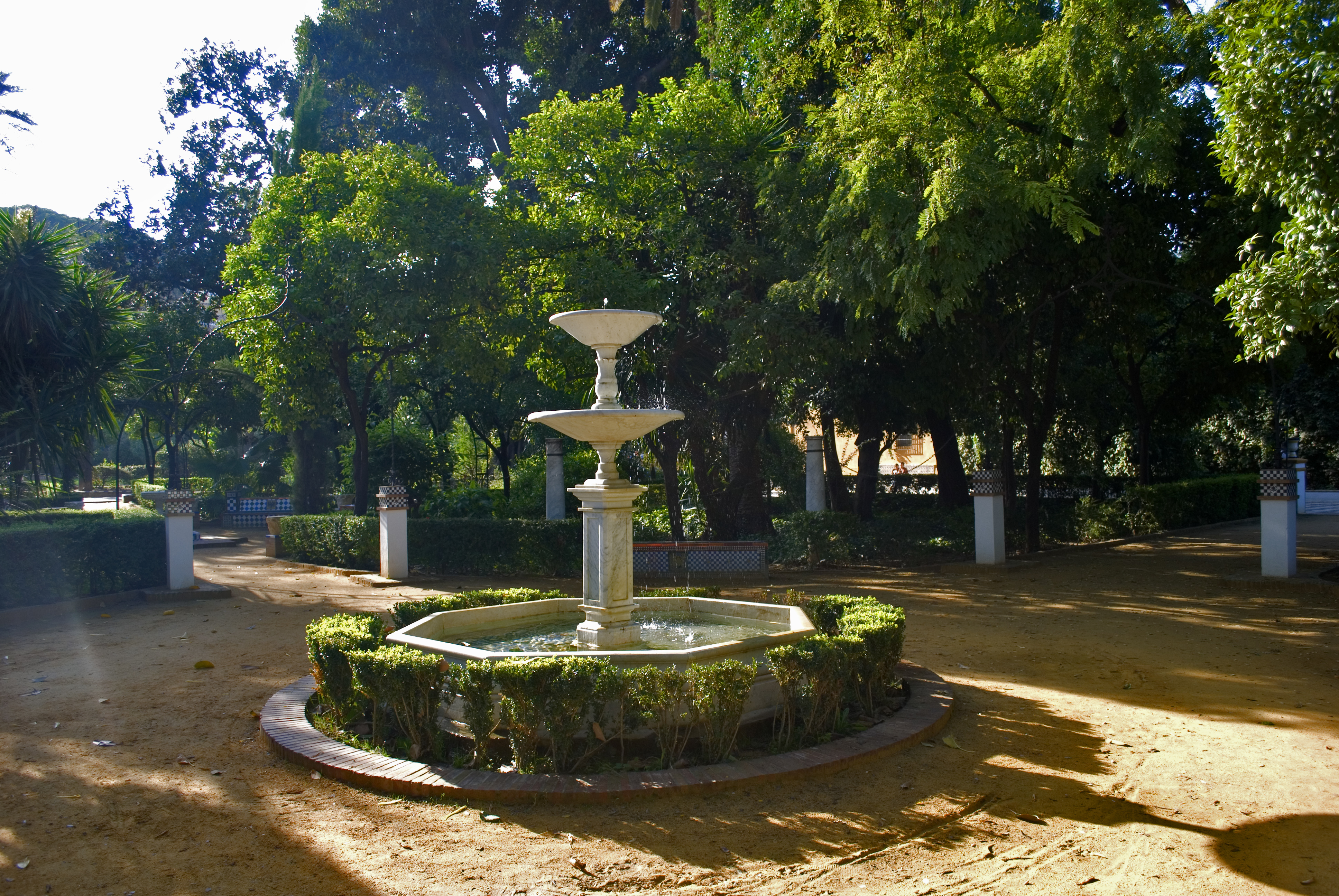
Une fontaine dans les jardins de Murillo
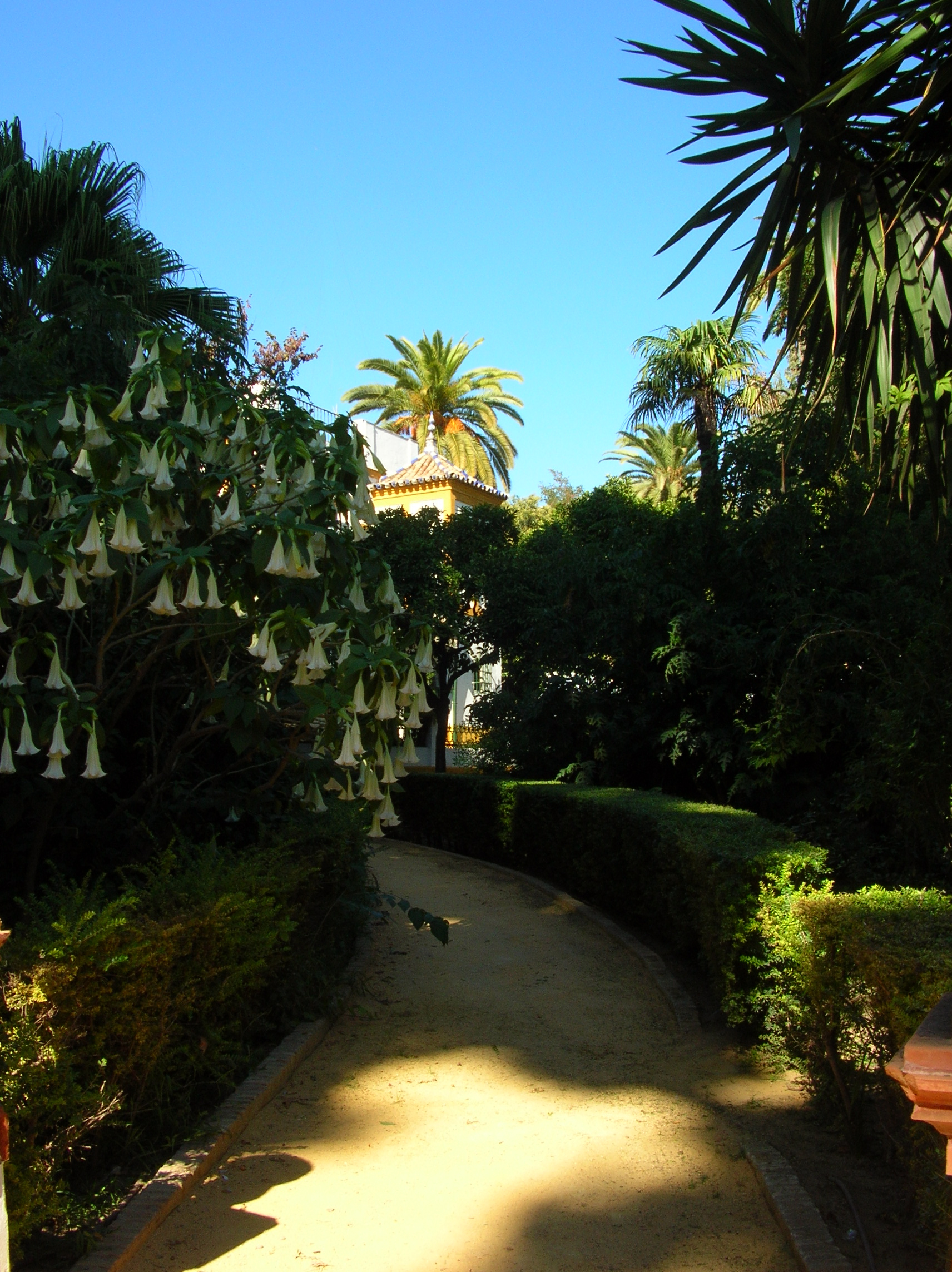
Une allée des jardins de Murillo

Parmi les espèces les plus intéressantes, on peut y admirer :
- Abelia triflora
- Arbre de Judée (Cercis siliquastrum)
- Bambou sacré (Nandina domestica)
- Bigaradier (Citrus aurantium var. amara)
- Bougainvillée (Bougainvillea spectabilis)
- Buddleja madagascarensis
- Buis toujours vert (Buxus sempervirens)
- Cestreau nocturne (Cestrum nocturnum)
- Chèvrefeuille du Japon (Lonicera japonica)
- Chimonanthus praecox
- Cocculus laurifolius
- Cyprès commun (Cupressus sempervirens)
- Dattier des Canaries (Phoenix canariensis)
- Dentelaire du Cap (Plumbago auriculata)
- Dombeya × cayeuxii
- Duranta repens
- Figuier de la baie de Moreton (Ficus macrophylla)
- Fusain du Japon (Euonymus japonicus)
- Gattilier (Vitex agnus-castus)
- Grenadier commun (Punica granatum)
- If commun (Taxus baccata)
- Jasmin (Jasminum officinalis)
- Jasmin des poètes (Philadelphus coronarius)
- Justicia adhatoda
- Laurier rose (Nerium oleander)
- Lilas d'été (Lagerstroemia indica)
- Magnolia à grandes fleurs (Magnolia grandiflora)
- Mahonia du Japon (Mahonia japonica)
- Malvaviscus arboreus
- Micocoulier de Provence (Celtis australis)
- Montanoa bipinnatifida
- Myrobolan (Prunus cerasifera var. pisardii)
- Palmier de Chine (Trachycarpus fortunei)
- Palmier-dattier (Phoenix dactylifera)
- Palmier fontaine (Livistona chinensis)
- Palmier jupon (Washingtonia filifera)
- Pittospore du Japon (Pittosporum tobira)
- Platane (Platanus)
- Robinier faux-acacia (Robinia pseudoacacia)
- Ruscus hypoglossum
- Sophora du Japon (Styphnolobium japonicum)
- Spirée de Canton (Spiraea cantoniensis)
- Thuya (Thuja orientalis)
- Troène du Japon (Ligustrum japonicum)
- Vigne-vierge (Parthenocissus quinquefolia)
- Viorne tin (Viburnum tinus)
- Viorne (Viburnum rhytidophyllum)
- Yucca elephantipes

## Bien d'intérêt culturel
Le décret 103/2002 du 12 mars 2002 déclare les Jardins de Murillo et la promenade de Catalina de Ribera Bien d'intérêt culturel, dans la catégorie des jardins historiques.

## Sources
- (es) Cet article est partiellement ou en totalité issu de l’article de Wikipédia en espagnol intitulé « Jardines de Murillo » (voir la liste des auteurs).